# Ryder (novela)
Ryder (1928) es la primera novela de Djuna Barnes. Es una combinación de diferentes estilos literarios, desde la poesía lírica a la ficción sentimental, además de un ejemplo de novela modernista en la tradición rabelesiana de ficción obscena y paródica. Casi cada capítulo está escrito en un estilo diferente. Se cree que la novela se inspira en elementos de la propia vida de Barnes.

## Sinopsis
Ryder es una novela experimental y no sigue una narración lineal. El capítulo inicial, escrito al estilo de la Biblia del Rey Jacobo, presenta al lector a Jesús Mundane, que más tarde se revela como Wendell Ryder. A continuación se describe el nacimiento de Sophia Grieve Ryder, sus matrimonios y su infamia en la América del siglo XIX, y luego el nacimiento de su hijo, Wendell. Wendell y Sophia visitan Inglaterra, donde Wendell conoce a Amelia, que regresa con Wendell a América y se casa con él. Wendell invita a otra mujer a la casa familiar, una cabaña en una granja. Esta mujer, Kate, se convierte en el amor de Wendell y en su segunda esposa. Amelia y Kate tienen hijos con Wendell y, a menudo, se pelean y discuten entre ellas. En un capítulo se da a entender que Julie, la hija mayor de Amelia, ha sido violada. El doctor Matthew O'Connor (que también aparece en El bosque de la noche) es el médico de la familia. La novela contiene muchas digresiones, a menudo escritas en una prosa muy estilizada.

## Temas principales
Uno de los temas centrales de la novela es el de la sexualidad y la poligamia. Deborah Parsons describe cómo el personaje de Wendell se presenta con una visión de sí mismo como una bestia natural que tiene el propósito espiritual de liberar a las mujeres del estado asexuado de la virginidad.

## Ilustraciones
La novela fue acompañada de ilustraciones de la propia Barnes, en las que aparecen imágenes de personajes y temas de la novela. En Ryder, Barnes abandona sus dibujos realizados para The Book of Repulsive Women  (El libro de las mujeres repulsivas) en favor de un vocabulario visual tomado del arte popular francés. Varias ilustraciones se basan en los grabados y xilografías recopilados por Pierre Louis Duchartre y René Saulnier en el libro de 1926  L'Imagerie Populaire, copiados con variaciones desde la época medieval. La obscenidad de las ilustraciones de Ryder hizo que el Servicio Postal de Estados Unidos se negara a enviarlo, y varias tuvieron que ser eliminadas de la primera edición, incluida una imagen en la que se ve a una Sofía gigante orinando en un orinal y otra en la que Amelia y Kate-Careless están sentadas junto al fuego tejiendo bragas. También se expurgaron partes del texto. En un ácido prólogo, Barnes explicó que las palabras y pasajes que faltaban habían sido sustituidos por asteriscos para que los lectores pudieran ver los «estragos» causados por la censura. Una edición de Dalkey Archive de 1990 recuperó los dibujos que faltaban, pero el texto original se perdió con la destrucción del manuscrito en la Segunda Guerra Mundial.

## Censura y publicación
Cuando se publicó en 1928, la novela sufrió una fuerte censura. Barnes escribió en su prólogo que, desde que la censura se había puesto de moda en América, ciertas secciones de la novela habían sido expurgadas. Se pusieron asteriscos para que no fuera "materia de especulación donde el sentido, la continuidad y la belleza habían sido dañados".
En 1979, Barnes declinó la oportunidad de restaurar los pasajes censurados para la reedición de la novela para la editorial St. Martin's Press y como el manuscrito original fue destruido durante la Segunda Guerra Mundial solo existe la versión censurada.